# Jin Yuzhang
Titres
Prétendant au trône de Chine
Depuis le 10 avril 2015
(9 ans, 11 mois et 4 jours)
Prince héritier de Chine
28 février 1994 – 10 avril 2015
(21 ans, 1 mois et 13 jours)
Jin Yuzhang, né en mai 1942, est un membre du clan Aisin Gioro, plus communément connu pour avoir régné sur la Chine entre 1644 et 1912 sous le nom de Qing. Il naît au palais de son grand-père avant que sa famille ne se fasse exproprier six ans plus tard. Il est le fils ainé du prince Puren, ancien chef de la famille impériale. Jin Yuzhang est le petit-fils de Zaifeng et le neveu de Puyi, dernier empereur de Chine. Jin Yuzhang est le frère de Jin Yuquan, vice-président du collège de l'énergie et de la protection de l'environnement de l'université polytechnique de Pékin et notamment le frère de Jin Yulan, membre du comité consultatif de l'arrondissement municipal de Chaoyang à Pékin.
Il est l'actuel prétendant au trône de Chine depuis la mort de son père, Jin Youzhi, le 10 avril 2015.
Jin Yuzhang est diplômé de l'université géologique de Pékin en 1968 pendant la révolution culturelle qui l'enverra travailler comme ouvrier au Qinghai. En 1995 il devient technicien au bureau de protection environnemental du district de Chongwen à Pékin. En 1999, il devient vice-président tout en étant l'unique membre du conseil municipal de l'arrondissement de Chongwen à ne pas appartenir au Parti communiste chinois et prend le poste de directeur adjoint de la commission des affaires ethniques de la municipalité de Pékin en tant que représentant de l'ethnie manchou à laquelle il appartient.

## Famille
- Père : Puren
- Mère : Zhang Maoying (張茂瀅)
- Fille : Jin Xin (金鑫)

## Ascendance
|  |                             |  |  |  |  |  |  |  |  |  |  |  |  |  |  |  |
|  | Daoguang, empereur de Chine |  |  |  |  |  |  |  |  |  |  |  |  |  |  |  |
|  |                             |  |  |  |  |  |  |  |  |  |  |  |  |  |  |  |
|  |                             |  |  |  |  |  |  |  |  |  |  |  |  |  |  |  |
|  | Yixuan, prince Chun         |  |  |  |  |  |  |  |  |  |  |  |  |  |  |  |
|  |                             |  |  |  |  |  |  |  |  |  |  |  |  |  |  |  |
|  |                             |  |  |  |  |  |  |  |  |  |  |  |  |  |  |  |
|  | Zhangshun                   |  |  |  |  |  |  |  |  |  |  |  |  |  |  |  |
|  |                             |  |  |  |  |  |  |  |  |  |  |  |  |  |  |  |
|  |                             |  |  |  |  |  |  |  |  |  |  |  |  |  |  |  |
|  | Zaifeng, prince Chun        |  |  |  |  |  |  |  |  |  |  |  |  |  |  |  |
|  |                             |  |  |  |  |  |  |  |  |  |  |  |  |  |  |  |
|  |                             |  |  |  |  |  |  |  |  |  |  |  |  |  |  |  |
|  | Liu Jiashi                  |  |  |  |  |  |  |  |  |  |  |  |  |  |  |  |
|  |                             |  |  |  |  |  |  |  |  |  |  |  |  |  |  |  |
|  |                             |  |  |  |  |  |  |  |  |  |  |  |  |  |  |  |
|  | Puren, prince impérial      |  |  |  |  |  |  |  |  |  |  |  |  |  |  |  |
|  |                             |  |  |  |  |  |  |  |  |  |  |  |  |  |  |  |
|  |                             |  |  |  |  |  |  |  |  |  |  |  |  |  |  |  |
|  | Deng Jiashi                 |  |  |  |  |  |  |  |  |  |  |  |  |  |  |  |
|  |                             |  |  |  |  |  |  |  |  |  |  |  |  |  |  |  |
|  |                             |  |  |  |  |  |  |  |  |  |  |  |  |  |  |  |
|  | Jin Yuzhang                 |  |  |  |  |  |  |  |  |  |  |  |  |  |  |  |
|  |                             |  |  |  |  |  |  |  |  |  |  |  |  |  |  |  |
|  |                             |  |  |  |  |  |  |  |  |  |  |  |  |  |  |  |
|  | Zhang Maoying               |  |  |  |  |  |  |  |  |  |  |  |  |  |  |  |
|  |                             |  |  |  |  |  |  |  |  |  |  |  |  |  |  |  |
|  |                             |  |  |  |  |  |  |  |  |  |  |  |  |  |  |  |